# Josep Vergés i Fàbregas
Josep Vergés y Fàbregas (Barcelona, 1903-Palma de Mallorca, 1984) fue un filólogo, traductor y pedagogo catalán, padre de Oriol Vergés y Mundó. 

## Biografía
El 1927 se licenció en Filosofía y Letras en la Universidad de Barcelona, donde estudió latín con Joaquim Balcells y Pinto. El 1930 fue nombrado profesor de historia de la cultura a la Escuela de Bibliotecarias de la Mancomunidad de Cataluña. En el 1932 obtuvo la cátedra de latín y se incorporó al Instituto-Escuela de la Generalitat, del que  fue el secretario. 
Al acabar la Guerra Civil Española, como que  había prestado servicios auxiliares, fue trasladado a Manresa y no le permitieran volver a Barcelona hasta el 1957. Fue catedrático de latín del instituto Milà y Fontanals hasta su jubilación en 1973. Como editor y traductor de clásicos, ha estado muy vinculado a la Fundació Bernat Metge, de la cual el 1959 pasó a formar parte del consejo directivo. En 1928 tradujo con su compañero Joan Petit Montserrat los poemas de Catulo, en 1930 los Discursos de Iseo de Atenas y del 1953 al 1964 los cinco volúmenes de los Discursos de Cicerón. También revisó el texto latino de los volúmenes correspondientes al Epistolario de San Cebrián, de un volumen de Quint Curci, de tres volúmenes de los Discursos de Cicerón y desde 1978 a 1981 tradujo las Odas de Horacio. Ha sido autor de manuales para la enseñanza del latín. El 1982 recibió la Cruz de Sant Jordi.